# Sainte-Colombe, Lot
Sainte-Colombe là một xã thuộc tỉnh Lot tây nam Pháp. Xã có diện tích 11,35 kilômét vuông, dân số theo điều tra năm 1999 là 164 người. Khu vực này có độ cao trung bình 580 mét trên mực nước biển.